# Calvos de Randín
Calvos de Randín ist eine spanische Gemeinde (Concello) mit 644 Einwohnern (Stand: 2024) in der Provinz Ourense der Autonomen Gemeinschaft Galicien.

## Geografie
Calvos de Randín befindet sich am südlichen Rand der Provinz Ourense und grenzt dort an den Distrikt Vila Real in Portugal, ca. 45 Kilometer südlich der Provinzhauptstadt Ourense.
Umgeben wird Calvos de Randín von den fünf Nachbargemeinden:
|        | Porqueira                                   | Os Blancos |
| Muíños | Kompassrose, die auf Nachbargemeinden zeigt | Baltar     |
|        | Montalegre e Padroso (Portugal)             |            |

Im Süden zeichnet sich das Relief durch die Anwesenheit der Serra da Pena aus und ein Teil seines Territoriums liegt im Naturpark Baixa Limia-Serra do Xurés. Gleichzeitig ist das Gebiet seit 2004 Teil eines Schutzgebiets des Natura 2000-Netzes mit einer Gesamtgröße von 313 km².
Die durchschnittliche Höhe des Gemeindegebiets liegt zwischen 900 m und 1100 m, aber im südlichen Sektor, der an Portugal grenzt, werden diese Höhen überschritten, bis etwa 1400 m an einem bestimmten Punkt der Sierra de la Pena, wie dem Pico Monteagudo. Hervorzuheben ist der Aguioncha (1239 m), Gipfel in Feás und der Monte O Cebreiro (1255 m), der an Os Blancos angrenzt.
Der Fluss Salas, ein Hauptzufluss der Limia, fließt von Osten nach Westen durch die Gemeinde und endet im Salas-Stausee, der sich durch die angrenzende Gemeinde Muiños erstreckt und das portugiesische Territorium zwischen ihnen durchquert. Der Rest sind kleinere Flüsse und Bäche, die auch in das Limia-Becken fließen, entweder durch den Río Salas oder durch den Fírveda.

## Bevölkerungsentwicklung der Gemeinde
Quelle: INE-Archiv – grafische Aufarbeitung für Wikipedia
Nach einem Anwachsen der Gemeindegröße auf über 3500 Einwohner im ausgehenden 19. Jahrhundert und in der ersten Hälfte des 20. Jahrhunderts sank die Zahl der Bevölkerung in der Folgezeit bis unter 1000.

## Gemeindegliederung
Die Gemeinde Calvos de Randín ist in neun Parroquias gegliedert:
| Parroquias        | Patrozinium  | Einwohner 2024 | Fläche km² | Dichte Einw./km² | Höhe msnm | Ortskennzahl |
| ----------------- | ------------ | -------------- | ---------- | ---------------- | --------- | ------------ |
| Calvos            | Santiago     | 101            | 7,91       | 13               | 881       | 32016010000  |
| Castelaus         | San Martiño  | 63             | 4,39       | 14               | 954       | 32016020000  |
| Feás              | San Miguel   | 69             | 7,00       | 10               | 993       | 32016030000  |
| Golpellás         | San Xoán     | 23             | 5,44       | 4                | 903       | 32016040000  |
| Lobás             | San Vicente  | 109            | 15,50      | 7                | 923       | 32016050000  |
| Randín            | San Xoán     | 130            | 28,53      | 5                | 860       | 32016060000  |
| Rioseco           | Santa Mariña | 59             | 10,62      | 6                | 904       | 32016070000  |
| Rubiás dos Mixtos | Santiago     | 93             | 14,50      | 6                | 878       | 32016080000  |
| Vila              | Santa María  | 32             | 4,52       | 7                | 898       | 32016090000  |

Der Sitz der Gemeinde befindet sich in Calvos in der gleichnamigen Parroquia.

## Geschichte
Vom Mittelalter bis 1864 gehörten die Dörfer Santiago de Rubiás und Rubiás der Gemeinde zum Couto Mixto, einem unabhängigen Zwergstaat an der Grenze zu Portugal.

## Sehenswürdigkeiten
- Pfarrkirche Santiago de Calvos aus dem 19. Jahrhundert
- Pfarrkirche Santiago de Rubiás aus dem 14. und 18. Jahrhundert. An den Wänden der Sakristei wurden zwölf lebensgroße, spätgotische Bilder aus dem 15. und 16. Jahrhundert entdeckt, die Szenen der religiösen Ikonografie darstellen. Der Raum war ursprünglich eine romanische Kapelle, der später an die heutige Kirche angebaut wurde, deren Vorhalle das Parlament des Coto Mixto war.

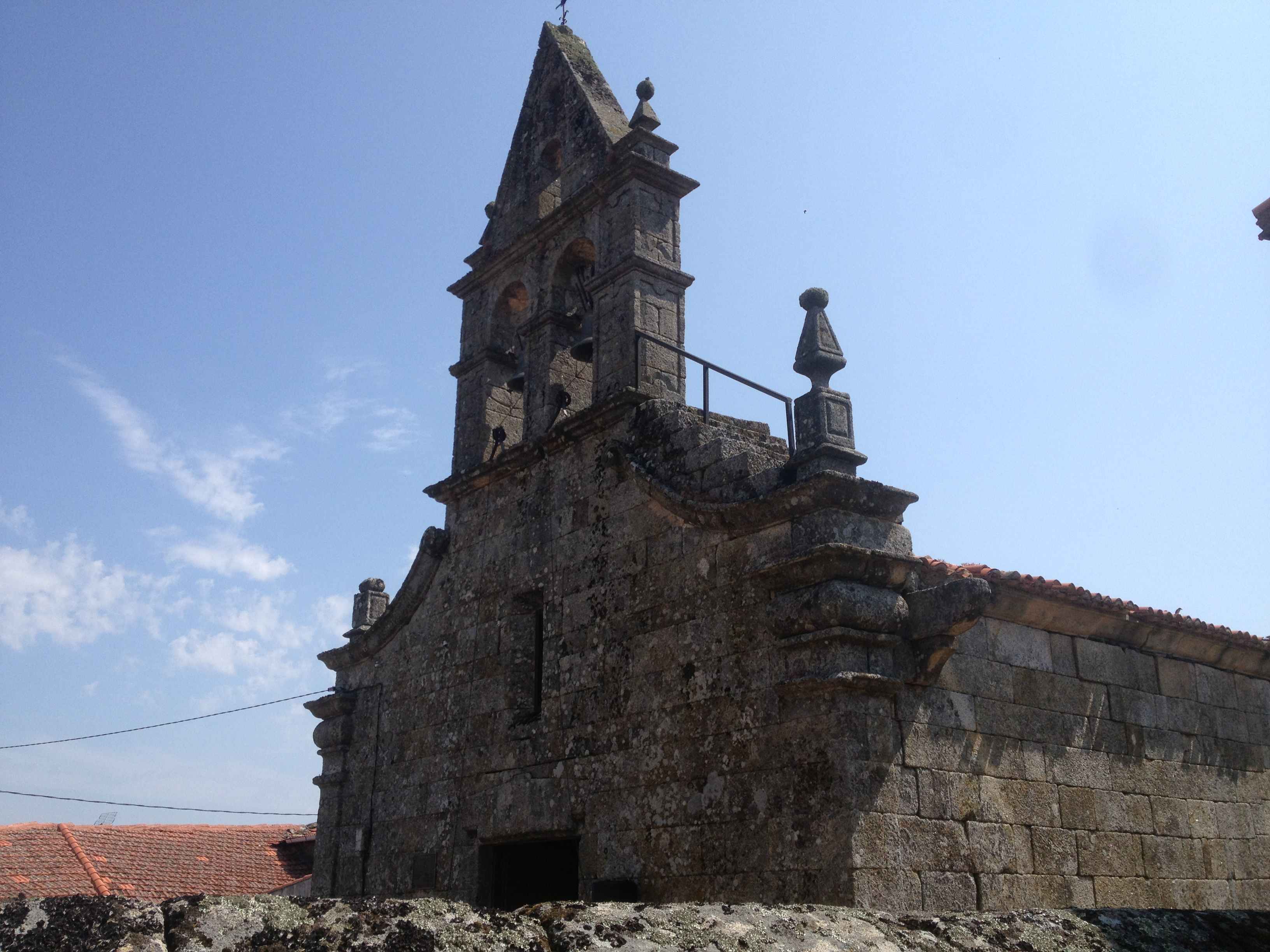
Hauptfassade
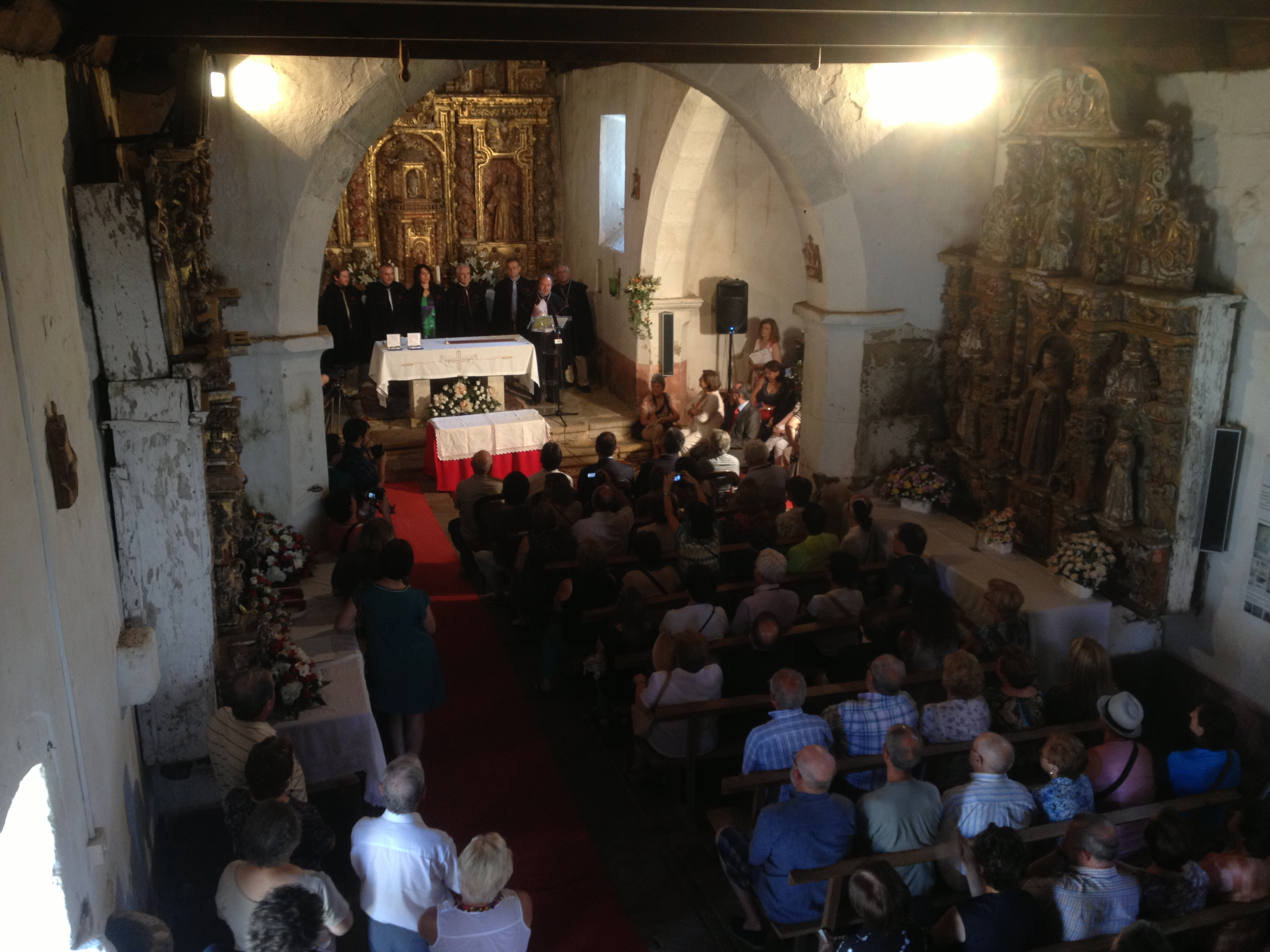
Innenraum
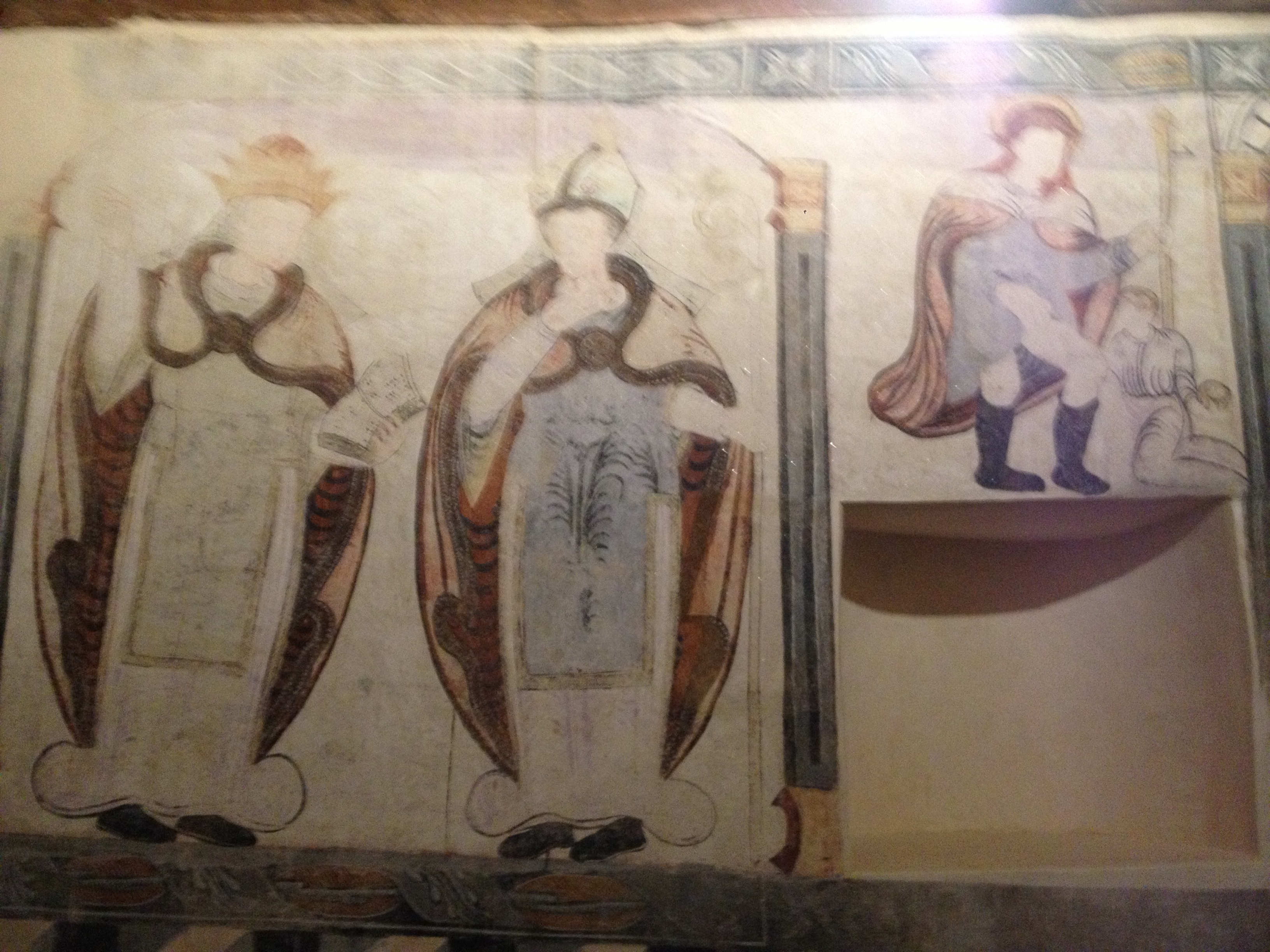
Wandbild

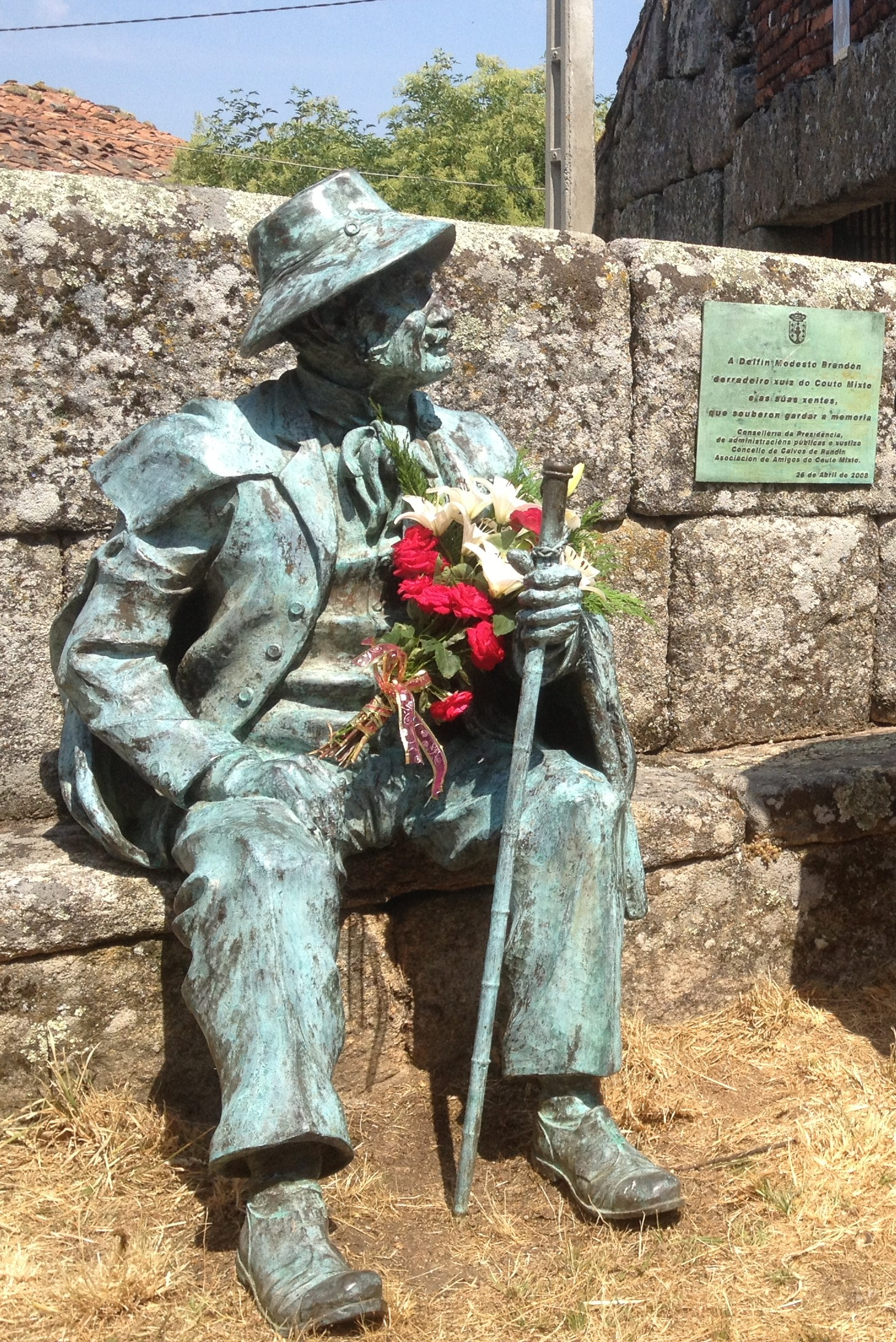
Delfín Modesto Brandón

- Statue von Delfín Modesto Brandón (portugiesisch Delfim Modesto Brandão). Seinen Memoiren zufolge war er der vorletzte Richter und damit Staatsoberhaupt von Couto Mixto. Die Statue befindet sich an der Pfarrkirche Santiago de Rubiás.
- Pazo dos Tejada aus dem 18. und 19. Jahrhundert

## Wirtschaft
| Ackerbau, Viehzucht und Fischerei                                                  | 053 | 030,11 |
| Industrie                                                                          | 017 | 09,66  |
| Bauwirtschaft                                                                      | 012 | 06,82  |
| Dienstleistungsbetriebe                                                            | 094 | 053,41 |
| Total                                                                              | 176 | 100,00 |
| * Daten aus dem Statistischen Amt für Wirtschaftliche Entwicklung in Galicien, IGE |     |        |

## Verkehr
Die Gemeinde liegt fernab von Fernverkehrsstraßen. Land- und Provinzstraßen sorgen für die Anbindung der innergemeindlichen Dörfer und an die Nachbargemeinden. Die Provinzstraße OU-302 führt über die Grenze zu Portugal.